# Le Broc, Alpes-Maritimes
Le Broc är en kommun i departementet Alpes-Maritimes i regionen Provence-Alpes-Côte d'Azur i sydöstra Frankrike. Kommunen ligger  i kantonen Carros som ligger i arrondissementet Grasse. År 2022 hade Le Broc 1 432 invånare.

## Befolkningsutveckling
Antalet invånare i kommunen Le Broc
Referens: INSEE